# Флаг Терского района (Мурманская область)
Флаг муниципального образования Терский район Мурманской области Российской Федерации — опознавательно-правовой знак, служащий официальным символом муниципального образования.
Утверждён 27 октября 2011 года решением Совета депутатов Терского района № 405.
14 ноября 2012 года, решением Совета депутатов Терского района № 2/47, предыдущее решение признано утратившим силу и утверждено новое Положение о флаге муниципального образования Терский район.

## Описание
Описание, утверждённое 27 октября 2011 года решением Совета депутатов Терского района № 405, гласило:
«На голубом полотнище с соотношением сторон 2:3 изображён сюжет: в голубом поле белая сёмга, окружённая белыми жемчужинами, сложенными в кольцо, сопровождаемое во главе жёлтыми лучами, расходящимися вверх от тройной дуги».
Описание флага, утверждённое 14 ноября 2012 года решением Совета депутатов Терского района № 2/47, гласит:
«Прямоугольное двухстороннее голубое полотнище с отношением ширины к длине 2:3, в середине полотнища — фигуры из герба, выполненные жёлтым и белым цветом».
Изображённые фигуры из герба, представляют собой: ожерелье из белых жемчужин, сопровождённое внутри — сёмгой того же цвета, а вверху — жёлтым северным сиянием в виде лучей.

## Обоснование символики
В основу композиции положен факт венчания Ивана IV на царство, а именно, что жемчуг, добытый на территории нынешнего Терского района, был применён в царском платье, в котором он венчался на царство, в количестве 5 пудов (≈ 81,9 кг).
Сёмга символизирует изобилие сих мест данной рыбой.
Северное сияние символизирует то, что муниципальное образование находится за полярным кругом, а также показывает сходство с флагом Мурманской области, к которой относится данный район.
Синий цвет (лазурь) символизирует великодушие, верность, честность, безупречность.
Жёлтый цвет (золото) символизирует богатство, стабильность, уважение, интеллект.
Белый цвет (серебро) символизирует чистоту, совершенство, мир, взаимопонимание.